# Audan Schambyl (Almaty)
Der Audan Schambyl (kasachisch Жамбыл ауданы Schambyl audany, russisch Жамбылский район Schambylski rajon) ist ein Bezirk im Gebiet Almaty in Kasachstan.

## Bevölkerung
Bei der Volkszählung 1999 hatte der Audan Schambyl 105.895 Einwohner. Die Volkszählung 2009 ergab für den Bezirk eine Einwohnerzahl von 117.599. Bei der letzten Volkszählung 2021 lebten 163.052 Menschen im Audan Schambyl. Die Fortschreibung der Bevölkerungszahl ergab zum 1. Januar 2025 eine Einwohnerzahl von 170.141.
| Einwohnerentwicklung               | Einwohnerentwicklung | Einwohnerentwicklung | Einwohnerentwicklung | Einwohnerentwicklung | Einwohnerentwicklung | Einwohnerentwicklung | Einwohnerentwicklung |
| 1939                               | 1959                 | 1970                 | 1979                 | 1989                 | 1999                 | 2009                 | 2021                 |
| ---------------------------------- | -------------------- | -------------------- | -------------------- | -------------------- | -------------------- | -------------------- | -------------------- |
| 29.390                             | 51.530               | 72.298               | 82.904               | 94.531               | 105.895              | 117.599              | 163.052              |
| Anmerkung: Volkszählungsergebnisse |                      |                      |                      |                      |                      |                      |                      |

## Verwaltungsgliederung
Der Audan Schambyl ist in  ländliche Bezirke (kasachisch Ауылдық округ Auyldyq okrug; russisch Сельский округ Selski okrug) gegliedert (Stand: 2021).
| Ländlicher Kreis | Einwohner | Einwohner | Orte                                                                                   |
| Ländlicher Kreis | 2009      | 2021      | Orte                                                                                   |
| ---------------- | --------- | --------- | -------------------------------------------------------------------------------------- |
| Aidarly          | 1.251     | 855       | Aidarly                                                                                |
| Aqqainar         | 2.754     | 2.201     | Aqqainar, Sypatai Scheke üji                                                           |
| Aqsenggir        | 3.381     | 4.632     | Aqsenggir, Kökdala, Schaissang, Schirenaighyr                                          |
| Aqterek          | 3.408     | 2.971     | Aqterek, Arqarly                                                                       |
| Beriktas         | 2.231     | 1.760     | Beriktas                                                                               |
| Bosoi            | 466       | 448       | Bosoi                                                                                  |
| Degeres          | 3.574     | 3.285     | Besmoinaq, Bulaq, Degeres, Qaraarscha, Sungqar                                         |
| Mätibulaq        | 4.156     | 3.726     | Jespe, Mätibulaq, Qarabastau, Qysyltang, Schailau, Schartas, Schilibastau, Tangbalytas |
| Myngbajew        | 3.305     | 5.357     | Myngbajew                                                                              |
| Qaraqastek       | 4.175     | 4.318     | Burghan, Qaraqastek, Üschbulaq                                                         |
| Qarassu          | 3.967     | 12.616    | Jengbekschiaral, Qainasar, Qarassai, Qysylsoq, Sarybai Bi                              |
| Qarghaly         | 20.114    | 30.999    | Qarghaly                                                                               |
| Samsy            | 2.980     | 3.302     | Qopa, Samsy, Targhap                                                                   |
| Sarytauqum       | 340       | 312       | Aschtschyssu                                                                           |
| Schambyl         | 4.393     | 4.943     | Birlik, Qysyläsker, Sauyryq batyr, Schambyl                                            |
| Schijen          | 2.140     | 2.399     | Qoghamschyl, Schijen                                                                   |
| Scholaqqarghaly  | 5.541     | 8.358     | Qassymbek, Scholaqqarghaly, Ümbetäli Käribajew                                         |
| Talap            | 2.627     | 2.434     | Qastek, Suranschy batyr                                                                |
| Taran            | 2.078     | 2.656     | Alghabek Qydyrbekuly                                                                   |
| Temirschol       | 4.722     | 5.100     | Qasybek Bek                                                                            |
| Ülgili           | 1.367     | 982       | Qanschenggel, Sas, Ülgili                                                              |
| Ülken            | 1.682     | 1.502     | Ülken                                                                                  |
| Ünggirtas        | 3.826     | 3.831     | Aqdala, Kökqainar, Sarybastau, Ünggirtas                                               |
| Usynaghasch      | 33.121    | 54.065    | Schangaqurylys, Usynaghasch, Yntymaq                                                   |